# RMS Arundel Castle (1919)
RMS Arundel Castle − brytyjski liniowiec pasażerski, zbudowany w 1921 roku dla londyńskiego armatora Union-Castle Line. Podczas II wojny światowej służył jako transportowiec wojska. Był użytkowany aż do 1958 roku, rok później złomowano go w Hongkongu.
"Arundel Castle", wraz z bliźniaczym "Windsor Castle", został zamówiony przez linię żeglugową Union-Castle Line do obsługi trasy południowoafrykańskiej. Stępkę położono w stoczni Harland and Wolff w Belfaście 6 listopada 1915 roku, ale budowa postępowała powoli, z uwagi na toczącą się wojnę. Wodowanie odbyło się dopiero 11 września 1919 roku, zaś półtora roku później statek został przekazany armatorowi.
W dziewiczą podróż wyruszył 22 kwietnia 1921 roku z Southampton do Kapsztadu. Obydwa bliźniacze statki należały do nielicznego grona czterokominowców, wśród których były jedynymi przeznaczonymi do obsługi trasy innej niż transatlantycka. Po przebudowie w 1937 roku "Arundel Castle" przeszedł gruntowną modernizację. Kadłub został wydłużony do 209,5 m, turbiny i kotły wymienione na nowe, w miejsce czterech kominów otrzymał dwa szersze. Liczba miejsc pasażerskich wynosiła 580.
Po wybuchu II wojny światowej został przebudowany na transportowiec wojska. Był używany na Dalekim i Bliskim Wschodzie, Morzu Śródziemnym oraz w powojennych transportach żołnierzy powracających z frontu do kraju. W latach 1949−1950 przeszedł kolejną przebudowę w macierzystej stoczni. Po jej zakończeniu jeszcze osiem lat obsługiwał linię południowoafrykańską. W końcu 1958 roku został sprzedany na złom do Hongkongu i zezłomowany w roku następnym.